# Важнангер
Важна́нгер (рос. Важнангер, марій. Вожанэҥер) — присілок у складі Гірськомарійського району Марій Ел, Росія. Входить до складу Виловатовського сільського поселення.

## Населення
Населення — 94 особи (2010; 98 у 2002).
Національний склад (станом на 2002 рік):
- гірські марійці — 99 %